# Tricholoma virgatum
Tricholoma virgatum, o tricoloma rayado, es un hongo basidiomiceto de la familia Tricholomataceae. No es comestible y su seta tiene un sabor amargo y picante. Aflora a finales de verano en otoño en bosques de coníferas, a menudo en zonas musgosas. Su basónimo es Agaricus virgatus Fr. 1818. Su epíteto específico, virgatum, significa "rayado".

## Descripción
Su seta presenta un sombrero de entre 4 y 8 centímetros de diámetro, de textura suave y ligeramente aterciopelada, poco carnoso y fibroso. Toma tonalidades grisáceas que oscilan entre el color ceniza y el morado claro. En ejemplares jóvenes el sombrero tiene forma cónica, y se abre conforme madura hasta hacerse convexo, no llegando a aplanarse. El pie es blanco, fibroso y cilíndrico. Mide unos 9 centímetros de altura y alrededor de 1,5 centímetros de diámetro. Su carne es blanca, y se torna grisácea cuando es cortada. Su olor es térreo y su sabor picante y amargo. Las láminas son combadas y de color gris claro, a menudo con pequeños puntos oscuros, más abundantes conforme nos acercamos al borde del sombrero. La esporada es blanca.